# Mercedes F1 W09
Mercedes F1 W09 je bolid britanske momčadi Mercedes AMG Petronas Motorsport u Formuli 1.

## Dizajn bolida

### Motor
- Naziv: Mercedes AMG F1 M09 EQ Power+
- Prizvođač: Mercedes AMG High Performance Powertrains
- Težina: 145 kilograma
- Zapremnina: 1,6 litara
- Broj cilindara: 6
- Broj ventila: 24
- V kut: 90°
- Maksimalni broj obrtaja u minuti: 15.000
- Maksimalni protok goriva: 100kg/h
- Elementi motora: Motor s unutarnjim izgaranjem, turbopunjač, MGU-K, MGU-H, spremnik energije i kontrolna jedinica.

### Aerodinamika
Prednje krilo i nos su prebačeni s prošlogodišnjeg modela, dok je oblik usisnika za hlađenje kočnica blago izmijenjen te oni sada imaju nešto složeniji aerodinamički zadatak upravljanja zračnim strujama koje generira prednje, dok su gornja poprečna ramena prednjeg ovjesa zadržala prošlogodišnji koncept spajanja na maleni nastavak ispred kotača te su mjesta spoja s nosom nešto malo viša nego na prošlogodišnjem modelu.
Oblik sidepoda je bio jako sličan prošlogodišnjem u obliku i veličini, s mrvicu manjim bočnim usisnicima zraka, dok se s bočnih strana kokpita još jednom nalazio boomerang wing čija je zadaća bila usmjeravanje protoka zraka na bočne plohe. Ispod njih se nalazio veliki vertikalni zakrivljeni usmjerivač zraka.
Gornji usisnik za zrak je bio širi, no sličnog oblika kao prošlogodišnji, s tim da je posjedovao jedan dodatan element koji ga je dijelio u četiri dijela.
Kao i ostale momčadi, i Mercedes je iskoristio pravilnikom maksimalnu duljinu do koje mogu zadržati shark fin, dok je stražnji koncept revidiran te su stražnja gornja poprečna ramena imala nešto višu poziciju spoja s kotačem na nastavak sličan onom kako je izvedeno na prednjem ovjesu.

### Mjenjač i gume
Momčad je koristila OZ Racing 13 felge i Pirellijeve gume (Pirelli P Zero - Pirelli Cinturato), te vlastito izrađeni Mercedes-AMG poluautomatski mjenjač s 8 brzina i jednom brzinom unatrag.

## Sezona 2018.

### Rezultati
| Vozač           | Grid / Utrka | AUS | BAH | KIN | AZE  | ŠPA | MON | KAN | FRA | AUT | VBR | NJE | MAĐ | BEL | ITA | SIN | RUS | JAP | SAD | MEK | BRA | ABU |
| --------------- | ------------ | --- | --- | --- | ---- | --- | --- | --- | --- | --- | --- | --- | --- | --- | --- | --- | --- | --- | --- | --- | --- | --- |
| Lewis Hamilton  | Startni grid | 1.  | 9.  | 4.  | 2.   |     |     |     |     |     |     |     |     |     |     |     |     |     |     |     |     |     |
| Lewis Hamilton  | Utrka        | 2.  | 3.  | 4.  | 1.   |     |     |     |     |     |     |     |     |     |     |     |     |     |     |     |     |     |
| Valtteri Bottas | Startni grid | 15. | 3.  | 3.  | 3.   |     |     |     |     |     |     |     |     |     |     |     |     |     |     |     |     |     |
| Valtteri Bottas | Utrka        | 8.  | 2.  | 2.  | 14†. |     |     |     |     |     |     |     |     |     |     |     |     |     |     |     |     |     |

### Plasman
| Poz. | Vozač           | Bodovi |
| ---- | --------------- | ------ |
| 1.   | Lewis Hamilton  | 70     |
| 4.   | Valtteri Bottas | 40     |
| Poz. | Konstruktor     | Bodovi |
| 2.   | Mercedes        | 110    |